# Khaled Eid
Khaled Eid (ar. خالد عيد; ur. 29 marca 1964 w Al-Mahalla al-Kubra) – egipski piłkarz grający na pozycji napastnika. W swojej karierze rozegrał 15 meczów i strzelił 3 gole w reprezentacji Egiptu.

## Kariera klubowa
Całą swoją karierę piłkarską Eid spędził w klubie Ghazl El-Mehalla, w którym grał w latach 1984-1997.

## Kariera reprezentacyjna
W reprezentacji Egiptu Eid zadebiutował 16 listopada 1988 w zremisowanym 2:2 towarzyskim meczu z Kuwejtem. W 1992 roku powołano go do kadry na Puchar Narodów Afryki 1992. Na tym turnieju nie wystąpił ani razu. Od 1988 do 1992 rozegrał w kadrze narodowej 15 meczów i strzelił 3 gole.